# 언더 더 문
언더 더 문(Under The moon)은 슈가빈즈가 제작한 2006년 작 여성향 18금 게임이다. 2007년 8월 24일에 팬 디스크 『Under The Moon ~달빛 그림책~』이 발매되었다.
또, 2009년6월에 플레이스테이션 2에서 이식판 『Under The Moon ~크레센트~』가 딤플에서 발매되었다.

## 등장인물
※캐스트는 PC판/PS2판이다. 특히 표기가 없는 경우는 마찬가지.
아셰
성우:카자네 / 사쿠라이 하루미
본 작의 주인공. 마왕의 딸이다. 지금은 기억도 잃고 마력을 잃어 아무것도 하지 못한다.
레니
성우:杉崎和哉 / 타니야마 키쇼
과거 아셰와의 연인사이였지만 [스포일러] 로 인해 쌍둥이 동생인 세이쥬와 살고있다. 차기마왕이 될 정도로 마력이 강하다.
세이쥬
성우:浅野要二 / 유사 코우지
레니의 쌍둥이 동생으로 여러의미로 엄청나다. 차기마왕이 될 정도로 마력이 강하다.
카일
성우:하기 미치히코 / 고양이 카일:요시다 아이리
본래 마왕의 사역마였으나 딸의 심심함(?)을 달려주려고 지금은 아셰에게 붙어있는 사역마
아마미야 세나(일본어: 天宮 瀬名)
성우:空野太陽 / 키시오 다이스케
아셰에게 능글능글하게 접근해오는 평범한 학생 ..... 인줄 알았으나 사실은 천사 이 아이도 여러의미로 대단하다.
제로
성우:安芸怜須ケン / 하마다 켄지
본래 아셰가 마왕이 되면 됐어야할 사역마...였으나 마력을 잃은 지금 그의 존재도 부정당하는 것과 마찬가지이다. 전작 Love☆ Drops~미라클 동거 이야기에 등장하는 유고와 형제 관계이다.
유난
성우:프로그레스 / 치바 스스무
숨은 캐릭터로서 본작에 등장.

## 설정
무려 H 씬 온,오프 음성지원이 된다.
또한 퀵 세이브, 퀵 로드가 가능해서 엄청나게 편리하다.

## 스탭
- 기획·원안·시나리오:히요
- 원화·캐릭터 디자인:토죠 세카나
- 음악:아루루 칸
- 오프닝 테마『Under The Moon』
  - 작사·작곡·아루루 칸, 노래:杉崎和哉
- 엔딩 테마『This Love』
  - 작사·작곡·노래:Antistar

## 관련 상품
- Under The Moon 드라마CD 「저 달 아래에서(あの月の下で)」
  - 2007년 1월 26일발매, L.Field（LadyBug Field）
- Under The Moon 주제가 맥시싱글 「Under The Moon/This Love」
  - 2007년 1월 26일 발매, L.Field（LadyBug Field）
- Under The Moon ドラマCD 「달 아래에서 잘자요(月の下でおやすみ)」
  - 2007년 8월 24일발매, L.Field（LadyBug Field）
- Under The Moon 사운드 트랙CD 「달빛 멜로디(つきいろメロディ)」
  - 2008년3월 27일발매, L.Field（LadyBug Field）
- Under The Moon 드라마CD 「마계에서 잘자요(魔界でおやすみ)」
  - 2008년 3월 27일 발매, L.Field（LadyBug Field）
- Under the Moon 드라마CD 「Love Letters」
  - 2008년 8월 29일발매, L.Field（LadyBug Field）
- Under the Moon~크레센트~ 드라마CD 「달빛 캘린더(つきいろカレンダー)」
  - 2009년 1월 30日발매, dimple